# Moulay Yacoub
Moulay Yacoub (in arabo مولاي يعقوب‎?, mūlāy yaʿqūb) è una città e una municipalità distante 21 chilometri da Fes. È capoluogo dell'omonima provincia e secondo il censimento marocchino del 2014 contava 4 612 abitanti.

## Storia
Da secoli Moulay Yacoub è rinomata per la ricchezza delle sue sorgenti termali naturali.
La città prende il nome da Abu Yusuf Ya'qub al-Mansur, il terzo califfo del califfato Almohade, che secondo la leggenda fu guarito dalla sua malattia dopo essersi lavato in questo luogo.
I centri termali utilizzano l'acqua proveniente da 1500 m sotto terra che ha una temperatura di 54 °C.